# 체코 야구 국가대표팀
체코 야구 국가 대표팀(체코어: Česká baseballová reprezentace)은 국제 경기에 체코를 대표하여 참가하는 야구 국가대표팀이다. 유럽 야구 연맹에 소속되어 있다.

## 주요 선수
- 마레크 미나르지크
- 에릭 소가드
- 마르틴 체르벤카

## 개요
2005년 네덜란드에서 개최 된 제 36 회 야구 월드컵에서 대회 개막 직전에 사퇴한 유럽 대표의 그리스 대신 IBAF에서 출전 요청을 받으면서 참가한 체코는 일본과 예선 리그 B 그룹에서 8 전 전패를 기록했지만, 같은 조 2 위 니카라과를 상대로 0-1의 접전을 펼쳤고 미국에 3-7 로 졌지만 물고 늘어지는 등 에이스 급 투수가 등판하는 경기에서는 예상 이상의 선전을 보였다. 첫 세계대회 데뷔 이후 체코는 적극적으로 국제 대회에 참가하게 된다. 2007년 8월에는 중국 베이징에서 열린 베이징 올림픽 프레 대회에서 일본과 대전. 캔자스 시티 로열스 산하에 플레이 경험이 있는 파벨 부도스키가 쇼타 오바 (현 후쿠오카 소프트 뱅크)에게 선제 투런을 날려 연장 11 회까지 몰고 갔지만 2-3으로 끝내기 패배하는 레벨 업 한 모습을 선보였다.
또한 2008년에는 제 4 회 세계 대학 선수권 대회를 개최한다. 현재도 프라하와 함께 체코 야구의 메카로 알려진 브르노를 무대로 진행된 대회에는 7 팀이 출전 해 결승에서는 미국이 1-0으로 일본을 꺾고 우승. 개최국 체코는 리투아니아에 올린 1 승 만으로 끝났지 만 잘 정비 된 야구장과 매너 좋은 관객, 그리고 체코의 환대는 칭찬을 받을 수 있는 멋진 대회가 되었다.
제 3 회 WBC에서 예선을 도입하는 것이 확정될 때에는 참여를 인정 받아 2012년 9월 독일에서 열린 예선 2 조로 캐나다, 독일, 영국과 함께 출전했다. 1 회전에서 독일에 6 회 콜드 게임으로 패배했고 패자 부활 1 회전에서도 영국에게 대패하여, WBC 첫 승리를 손에 넣을 수 없었다. 제 4회 WBC 예선에서는 상대적으로 강한 멕시코와의 첫 경기에서 한 점차로 패배하면서 좋은 경기력을 보여줬고 두번째 경기의 독일을 상대로 12점 차로 대승을 거둬 wbc 첫 승리를 만들었으나 다음 상대였던 니카라과에 한 점차로 패배 함으로써 본선 진출에 실패하였다.
그러다가 2023년 월드 베이스볼 클래식 경기 예선에서는 비교적 선전하면서 사상 최초로 본선에 진출했다. 본선에서 8강에는 비록 탈락했으나 중국을 이기고 일본, 대한민국, 호주 경기에서도 선제득점을 내는 등 좋은 경기를 펼쳤다.

## 역대 대회 성적

### 월드 베이스볼 클래식
- 2006 - 불참
- 2009 - 불참
- 2013 - 예선 탈락
- 2017 - 예선 탈락
- 2023 - 17위

### 유럽 야구 선수권 대회
- 1997 : 7위
- 1999 : 8위
- 2001 : 5위
- 2003 : 6위
- 2005 : 5위
- 2007 : 12위
- 2010 : 7위
- 2012 : 5위
- 2014 : 4위
- 2016 : 5위
- 2019 : 5위
- 2021 : 5위
- 2023 : 5위

### 야구 월드컵
- 2005 : 18위
- 2009 : 20위

### 대륙간컵
- 2010 : 8위

## 같이 보기
- 엑스트랄리가